# Општина Гохор (Галац)
Гохор (рум. Gohor) општина је у Румунији у округу Галац.
Oпштина се налази на надморској висини од 143 m.